# Mussaenda afzelii
Mussaenda afzelii är en måreväxtart som beskrevs av George Don jr. Mussaenda afzelii ingår i släktet Mussaenda och familjen måreväxter. Inga underarter finns listade i Catalogue of Life.